# لكزس إي إس
لكزس إي إس (بالإنجليزية: Lexus ES)‏ هي إحدى الطرازات الفارهة المتوسطة الحجم التي تنتجها شركة لكزس منذ عام 1989مـ حتى الآن.
تم إطلاقها مع طراز لكزس إل إس كأول طرازين لشركة لكزس عام 1989م. تم الاعتماد على طراز تويوتا كامري في بنائها مع تزويدها بمحرك (V6) وناقل حركة آلي مع الجر الأمامي. زادت السعة اللترية للمحرك مع تقدم الأجيال وطرازاتها هي إي إس 250، إي إس 300، إي إس 330 وإي إس 350. للسيارة 5 أجيال وظلت لأكثر من 15 عاماً هي أعلى طراز صالون مبيعاً للكزس بالولايات المتحدة. اشتركت الأربعة أجيال الأولى في الشكل مع الطرازات اليابانية، وكانت نظيرتها المحلية تويوتا ويندم تباع باليابان حتى ظهور الجيل الخامس عام 2007م.

## الجيل الأول (V20 ، 1989)
ظهر الجيل الأول من ES (VZV21) لأول مرة في يناير 1989 في معرض أمريكا الشمالية الدولي للسيارات في ديترويت كجزء من إطلاق قسم لكزس. من أجل تجنب تقديم لوحة تحمل طرازًا واحدًا فقط ، LS 400 ، طورت لكزس بسرعة ES لتظهر إلى جانب سيدانها الرائدة. تم تعيين الممثل الأصغر لمجموعة سيارات لكزس الأولية المكونة من سيدان على ES 250 ، ويتم تشغيله بواسطة محرك Camry's 2.5 لتر ، 116 كيلو واط (156 حصان) V6 ، والذي كان يستهدف مباشرة Acura Legend . اعتمد ES 250 على Camry Prominent / Vista(V20). تم إيداع براءات التصميم في 17 نوفمبر 1987 ، في مكتب براءات الاختراع الياباني بموجب براءة الاختراع رقم 0666961-006 وسجلت في 8 أغسطس 1989.

## الجيل الثاني (XV10، 1991)
في عام 1987 ، مع إنشاء علامة لكزس التجارية ، تم طلب تطوير طراز لكزس للعجلات الأمامية على مستوى الدخول جنبًا إلى جنب مع LS 400 والعروض الأخرى. في أواخر عام 1988 ، تم اختيار التصميم النهائي وتم تقديم براءات اختراع التصميم باستخدام نموذج تصميم من الطين 1: 1 في 3 فبراير 1989. في سبتمبر 1991 ، بالنسبة لعام 1992 ، أعلنت لكزس عن الجيل الثاني ES بعد عام واحد تقريبًا من تقديم الجيل الثاني من Acura Legend ، ولكن قبل أن تقرر إنفينيتي أخيرًا إضافة سيارة سيدان من نفس الفئة ، J30 . شارك الجيل الثاني ES تصميمه مع الجيل الجديد من Toyota Windom (XV10) ، والذي تم الإعلان عنه رسميًا في اليابان في 30 سبتمبر 1991 ، تم تقديمه في أكتوبر 1991 في معرض طوكيو للسيارات، وحصريًا لقناة مبيعات وكلاء تويوتا اليابان التي يطلق عليها متجر Toyota Corolla Store كأفضل سيارات السيدان الفاخرة. شاركت Windom نفسها في بعض العناصر مع أحدث جيل من سلسلة Camry في السوق اليابانية V30 .

## الجيل الثالث (XV20، 1996)
من عام 1992 إلى عام 1996 ، أشرف كبير المهندسين Kosaku على تطوير طراز XV20 Lexus جنبًا إلى جنب مع برنامج Camry من سلسلة XV20 بموجب رمز المشروع 416T. في منتصف عام 1993 ، تمت الموافقة على مفهوم التصميم الخارجي لهيروشي أوكاموتو وتم تجميده لاحقًا للإنتاج في يناير 1994 ، ثم حصل على براءة اختراع في 9 نوفمبر 1994 في مكتب براءات الاختراع الياباني ، بموجب براءة الاختراع رقم 0796802. الجيل الثالث ES ( تم عرضه لأول مرة في سبتمبر 1996 لعام 1997 ، ويتميز بتصميم كان تطورًا لـ VCV10. تتميز السيارات الجديدة بجسم أكثر صلابة بنسبة 30 في المائة مع مظهر جانبي أكثر دقة وخطوط أكثر حدة ، ومصابيح أمامية عاكسة (على عكس المصابيح الأمامية لجهاز العرض) ، ومقصورة داخلية أكثر رقيًا. تم تقديمه في حفل أقيم في روديو درايففي بيفرلي هيلز الذي استضافته الممثلة شارون ستون ، و ES 300 ظهرت خيار توليد القوة واحد، وهو 3.0 لتر V6 قادرة على 150 كيلو واط (200 حصان) و 290 N⋅m (214 lb⋅ft) من عزم الدوران و أربع سرعات أوتوماتيكية - على الرغم من أن 147 كيلو واط (197 حصان) ، 2.5 لتر 2MZ-FE V6 تم تقديمه أيضًا في Windom اليابانية المكافئة. يمكن أن ينتقل ES 300 من 0-97 كم / ساعة (0-60 ميل في الساعة) في 7.7 ثانية. كان الجيل الثالث ES أيضًا أطول قليلاً (زاد الطول الإجمالي بمقدار 61.0 ملم (2.4 بوصة)) لكنه كان وزنه أقل من الطراز السابق ، وكان معامل السحب الخاص به C d = 0.29 ، وقد تحسن عن سابقه. لأول مرة ، تم إصدار ملفتم تقديم نظام التعليق المتكيف المتغير ، القادر على تعديل مخمدات العجلات الفردية وفقًا لظروف الطريق (في غضون 0.0025 ثانية).
بدأ الإنتاج في أغسطس 1996 في مصنع Tsutsumi في Toyota ، Aichi ، واستكمل في مايو 1997 بمصنع Miyata في Miyawaka.Fukuoka.

## الجيل الرابع (XV30، 2001)
مع بدء تطوير سلسلة XV30 Camry في عام 1997 ، بدأ تطوير MCV30 تحت إشراف كبير المهندسين Kosaku Yamada ، حيث تم التصميم حتى عام 1998 تحت إشراف رئيس التصميم Makoto Oshima. في ديسمبر 1998 ، تمت الموافقة على تصميم المفهوم من قبل Kengo Matsumoto وتم تجميده للإنتاج في يونيو 1999. تم إيداع براءات اختراع التصميم في 8 مارس 2000 في مكتب براءات الاختراع الياباني وتم تسجيلها بموجب براءة الاختراع رقم 1098805. الجيل الرابع الأكبر ES (المعين MCV30 ) ظهرت لأول مرة في يوليو 2001 لطراز عام 2002 ، بعد عام واحد من أن أصبحت لكزس IS سيارة دخول لكزس. مكّن وجود IS في تشكيلة لكزس الشركة من منح ES 300 الجديدة صورة أكثر رقيًا وإحساسًا بالفخامة من خلال إثارة الذرائع الرياضية لطرازات ES السابقة. الشكل الأيروديناميكي له معامل سحب C d = 0.28. في اليابان ، حصل MCV30 Windom على تصنيف LEV بنجمتين.
تم الإنتاج بين يوليو 2001 وسبتمبر 2004 في مصنع Tsutsumi في Toyota ، Aichi
```
واستكمل حتى ديسمبر 2002 بمصنع Miyata في Miyawaka ، فوكوكا . تم إطلاق نسخة Windom التي تحمل شارة Toyota في اليابان في أغسطس 2001. في يناير 2003 ، بدأ الإنتاج في مصنع Higashi Fuji في Susono ، Shizuoka ، واستمر الإنتاج حتى XV30 إنهاء الإنتاج في فبراير 2006.
```

## الجوائز
- صنفت مجلة US News & World Report سيارة ES 350 كأفضل سيارة فاخرة من حيث المال.
- صنفت تقارير المستهلك ES 350 على أنها أعلى تصنيف للسيارة الفاخرة / الكبيرة من حيث الموثوقية في مسح السيارات السنوي لعام 2006.
- منحت جوائز سيارة العام الكندية (التي اختارتها جمعية صحفيي السيارات الكندية) جائزة ES 350 لأفضل سيارة فاخرة جديدة (أقل من 50 ألف دولار) في عام 2007.
- صنفت JD Power and Associates سيارة ES 300 كأفضل سيارة فاخرة دخول في الجودة الأولية في أعوام 1996 و 1998 و 2000 و 2001 و 2003 و 2006.
- منحت Intellichoice جائزة ES 330 لأفضل قيمة إجمالية في فئة السيارات الفاخرة القريبة في أعوام 2004 و 2005 و 2007.
- منحت Kelley Blue Book جائزة ES لأفضل قيمة في عامي 1998 و 2001 .
- صنفت JD Power ES كواحدة من أفضل عشرة شركات في الجودة الأولية في أعوام 1991 و 1993 و 1994.
- حازت سلسلة ES على لقب السيارة الفاخرة الأكثر جاذبية من قبل شركة JD Power and Associates في أعوام 1997 و 2001 و 2007.
- حصل تقرير التمويل الشخصي من Kiplinger على لقب ES الأفضل في فئته لشريحة تزيد قيمتها عن 30.000 دولار في عام 1993 ، وكان ES هو أفضل اختيار في عام 2007.
- صنفت مجلة Automobile Magazine The ES كواحد من أفضل عشرة نجوم في عام 1992.